# Saint-Martin-en-Bresse
Pour les articles homonymes, voir Saint-Martin et Bresse (homonymie).
Saint-Martin-en-Bresse est une commune française située dans le département de Saône-et-Loire, en région Bourgogne-Franche-Comté.

## Géographie
Saint-Martin-en-Bresse fait à la fois partie de la communauté de communes Saône Doubs Bresse, du canton d’Ouroux-sur-Saône et de la Bresse bourguignonne.
Le territoire de la commune est limitrophe de ceux de onze communes :

### Climat
Pour des articles plus généraux, voir Climat de la Bourgogne-Franche-Comté et Climat de Saône-et-Loire.
En 2010, le climat de la commune est de type climat océanique dégradé des plaines du Centre et du Nord, selon une étude du Centre national de la recherche scientifique s'appuyant sur une série de données couvrant la période 1971-2000. En 2020, Météo-France publie une typologie des climats de la France métropolitaine dans laquelle la commune est exposée à un climat semi-continental et est dans la région climatique Bourgogne, vallée de la Saône, caractérisée par un bon ensoleillement (1 900 h/an), un été chaud (18,5 °C), un air sec au printemps et en été et des vents faibles.
Pour la période 1971-2000, la température annuelle moyenne est de 11 °C, avec une amplitude thermique annuelle de 17,8 °C. Le cumul annuel moyen de précipitations est de 877 mm, avec 11,5 jours de précipitations en janvier et 7,5 jours en juillet. Pour la période 1991-2020, la température moyenne annuelle observée sur la station météorologique de Météo-France la plus proche, « Bragny sur Saône », sur la commune de Bragny-sur-Saône à 11 km à vol d'oiseau, est de 12,3 °C et le cumul annuel moyen de précipitations est de 845,9 mm. 
La température maximale relevée sur cette station est de 40,3 °C, atteinte le 24 juillet 2019 ; la température minimale est de −12,9 °C, atteinte le 5 février 2012,,.
Les paramètres climatiques de la commune ont été estimés pour le milieu du siècle (2041-2070) selon différents scénarios d'émission de gaz à effet de serre à partir des nouvelles projections climatiques de référence DRIAS-2020. Ils sont consultables sur un site dédié publié par Météo-France en novembre 2022.

## Urbanisme

### Typologie
Au 1er janvier 2024, Saint-Martin-en-Bresse est catégorisée commune rurale à habitat dispersé, selon la nouvelle grille communale de densité à sept niveaux définie par l'Insee en 2022.
Elle est située hors unité urbaine. Par ailleurs la commune fait partie de l'aire d'attraction de Chalon-sur-Saône, dont elle est une commune de la couronne,. Cette aire, qui regroupe 109 communes, est catégorisée dans les aires de 50 000 à moins de 200 000 habitants,.

### Occupation des sols
L'occupation des sols de la commune, telle qu'elle ressort de la base de données européenne d’occupation biophysique des sols Corine Land Cover (CLC), est marquée par l'importance des territoires agricoles (61,1 % en 2018), en diminution par rapport à 1990 (64,8 %). La répartition détaillée en 2018 est la suivante : 
forêts (31,3 %), zones agricoles hétérogènes (29,8 %), terres arables (24,8 %), zones urbanisées (6,4 %), prairies (6,4 %), milieux à végétation arbustive et/ou herbacée (1,2 %). L'évolution de l’occupation des sols de la commune et de ses infrastructures peut être observée sur les différentes représentations cartographiques du territoire : la carte de Cassini (XVIIIe siècle), la carte d'état-major (1820-1866) et les cartes ou photos aériennes de l'IGN pour la période actuelle (1950 à aujourd'hui).

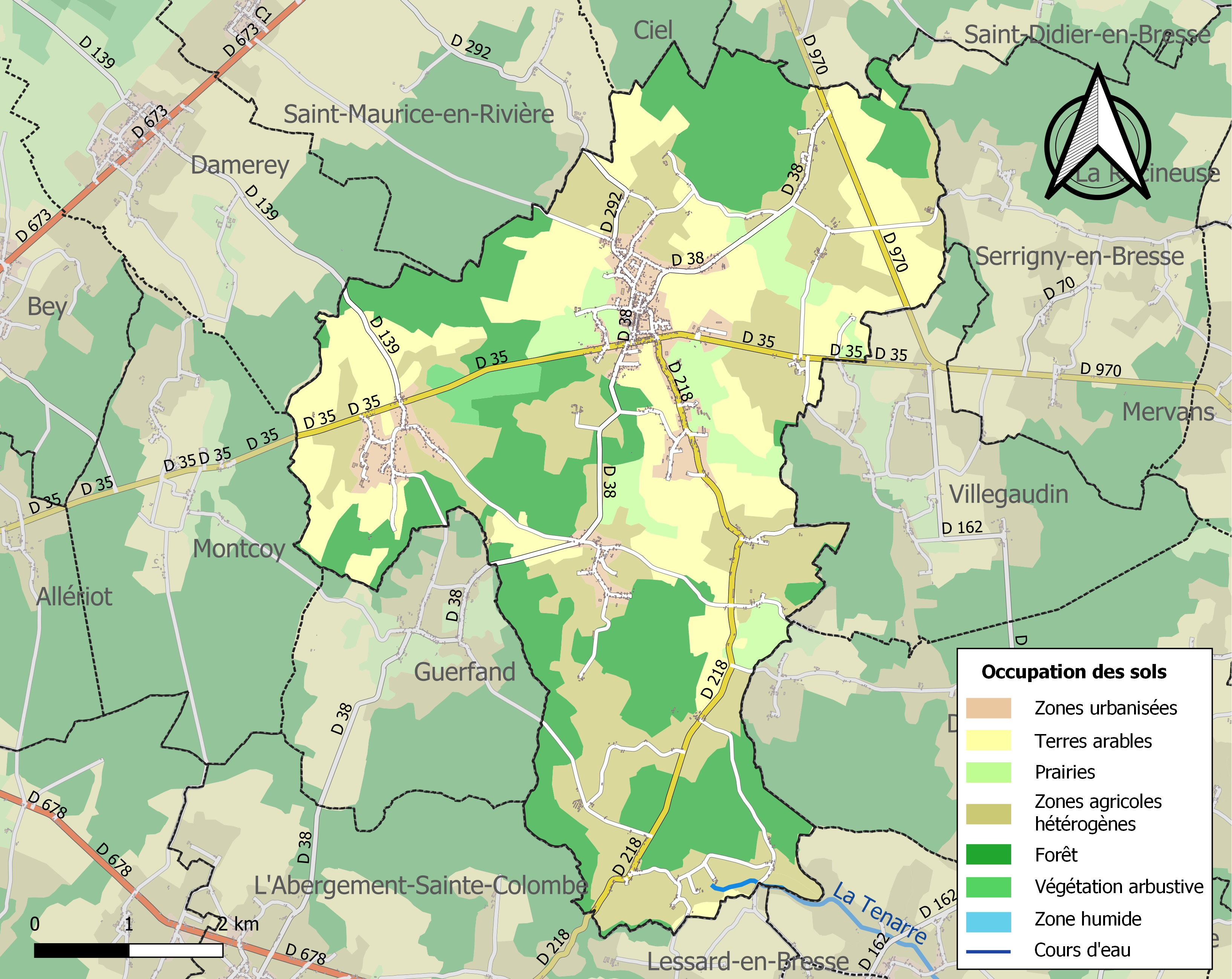
Carte des infrastructures et de l'occupation des sols de la commune en 2018 (CLC).

## Histoire
Par lettres patentes de mars 1763, Saint-Martin fit partie avec Diconne du marquisat de La Marche (à Villegaudin), érigé en faveur de Claude-Philibert Fyot, 1er président au Parlement de Dijon.
En février 1944, un groupe de résistants s'installe au lieu-dit de la Madeleine, situé sur la commune de Saint-Martin-en-Bresse. Dans la nuit du mercredi 8 mars 1944, un combat violent s'engagera en pleine nuit entre les Maquis (Résistance) de la région de Louhans et les troupes allemandes, le hameau sera dévasté et pillé, laissant 8 victimes dans les rangs de la Résistance et parmi les civils.
En 1991, le Centre privé d'études féminines rurales, héritier d'une école fondée en 1847, change de dénomination et devient le lycée d'enseignement professionnel privé Reine-Antier.

## Politique et administration

### Tendances politiques et résultats

#### Élections présidentielles
Le village de Saint-Martin-en-Bresse place en tête à l'issue du premier tour de l'élection présidentielle française de 2017, Marine Le Pen (RN) avec 30,08 % des suffrages. Mais lors du second tour, Emmanuel Macron (LaREM) est en tête avec 51,03 %.

#### Élections législatives
Le village de Saint-Martin-en-Bresse faisant partie de la quatrième circonscription de Saône-et-Loire, place lors du 1er tour des élections législatives françaises de 2017, Catherine Gabrelle (LREM) avec 23,40 % des suffrages. Mais lors du second tour, il s'agit de Cécile Untermaier (PS) qui arrive en tête avec 51,49 % des suffrages.
Lors du 1er tour des élections législatives françaises de 2022, Cécile Untermaier (PS), députée sortante, arrive en tête avec 29,65 % des suffrages comme lors du second tour, avec cette fois-ci, 52,92 % des suffrages.

#### Élections régionales
Le village de Saint-Martin-en-Bresse place la liste « Pour la Bourgogne et la Franche-Comté » menée par Gilles Platret (LR) en tête, dès le 1er tour des élections régionales de 2021 en Bourgogne-Franche-Comté, avec 30,49 % des suffrages. Lors du second tour, les habitants décideront de placer la liste de « Notre Région Par Cœur » menée par Marie-Guite Dufay, présidente sortante (PS) en tête, avec cette fois-ci, près de 37,73 % des suffrages. Devant les autres listes menées par Gilles Platret (LR) en seconde position avec 34,08 %, Julien Odoul (RN), troisième avec 21,50 % et en dernière position celle de Denis Thuriot (LaREM) avec 6,69 %. Il est important de souligner une abstention record lors de ces élections qui n'ont pas épargné le village de Saint-Martin-en-Bresse avec lors du premier tour 64,72 % d'abstention et au second, 65,27 %.

#### Élections départementales
Le village de Saint-Martin-en-Bresse faisant partie du canton d'Ouroux-sur-Saône place le binôme de Jean-Michel Desmard (DVD) et Elisabeth Roblot (DVD), en tête, dès le 1er tour des élections départementales de 2021 en Saône-et-Loire avec 69,85 % des suffrages. Lors du second tour, les habitants décideront de placer de nouveau le binôme de Jean-Michel Desmard (DVD) et Elisabeth Roblot (DVD), en tête, avec cette fois-ci, près de 72,52 % des suffrages. Devant l'autre binôme menée par Valérie Deloge (RN) et Alain Taulin (RN) qui obtient 27,48 %. Il est important de souligner une abstention record lors de ces élections qui n'ont pas épargné le village de Saint-Martin-en-Bresse avec lors du premier tour 64,86 % d'abstention et au second, 65,34 %.

### Liste des maires de Saint-Martin-en-Bresse
| Période                                  | Période   | Identité          | Étiquette | Qualité                                                            |
| ---------------------------------------- | --------- | ----------------- | --------- | ------------------------------------------------------------------ |
| ?                                        | mars 1977 | Alphonse Michelin |           |                                                                    |
| mars 1977                                | mars 2001 | André Juillard    | PCF       | Conseiller général du canton de Saint-Martin-en-Bresse (1982-2001) |
| mars 2001                                | mars 2008 | Michel Lauriot    |           |                                                                    |
| mars 2008                                | mars 2020 | Didier Vernay     | DVG       |                                                                    |
| Les données manquantes sont à compléter. |           |                   |           |                                                                    |

## Démographie
L'évolution du nombre d'habitants est connue à travers les recensements de la population effectués dans la commune depuis 1793. Pour les communes de moins de 10 000 habitants, une enquête de recensement portant sur toute la population est réalisée tous les cinq ans, les populations de référence des années intermédiaires étant quant à elles estimées par interpolation ou extrapolation. Pour la commune, le premier recensement exhaustif entrant dans le cadre du nouveau dispositif a été réalisé en 2004.

En 2022, la commune comptait 1 902 habitants, en évolution de −1,65 % par rapport à 2016 (Saône-et-Loire : −1,06 %, France hors Mayotte : +2,11 %).
| 1793  | 1800  | 1806  | 1821  | 1831  | 1836  | 1841  | 1846  | 1851  |
| ----- | ----- | ----- | ----- | ----- | ----- | ----- | ----- | ----- |
| 1 294 | 1 402 | 1 392 | 1 551 | 1 614 | 1 691 | 1 814 | 1 854 | 1 938 |

| 1856  | 1861  | 1866  | 1872  | 1876  | 1881  | 1886  | 1891  | 1896  |
| ----- | ----- | ----- | ----- | ----- | ----- | ----- | ----- | ----- |
| 1 801 | 1 795 | 1 871 | 1 869 | 1 921 | 2 017 | 2 004 | 2 020 | 2 027 |

| 1901  | 1906  | 1911  | 1921  | 1926  | 1931  | 1936  | 1946  | 1954  |
| ----- | ----- | ----- | ----- | ----- | ----- | ----- | ----- | ----- |
| 2 017 | 1 964 | 1 896 | 1 627 | 1 577 | 1 446 | 1 397 | 1 318 | 1 288 |

| 1962  | 1968  | 1975  | 1982  | 1990  | 1999  | 2004  | 2006  | 2009  |
| ----- | ----- | ----- | ----- | ----- | ----- | ----- | ----- | ----- |
| 1 234 | 1 125 | 1 089 | 1 284 | 1 603 | 1 639 | 1 792 | 1 826 | 1 845 |

| 2014  | 2019  | 2022  | - | - | - | - | - | - |
| ----- | ----- | ----- | - | - | - | - | - | - |
| 1 939 | 1 911 | 1 902 | - | - | - | - | - | - |

## Culture locale et patrimoine

### Lieux et monuments
L'église paroissiale, reconstruite de 1834 à 1837, dispose d'un clocher édifié de 1870 à 1878. Réparations : en 1876, 1883 et 1887.
L'un des huit sites écomusées complémentaires de l'Écomusée de la Bresse bourguignonne répartis sur le territoire bressan : le Musée du bois et de la forêt, créé en 1983 dans l'ancienne école du hameau de Perrigny.
La chapelle de Bellefond (XIVe siècle), construite en briques rouges et se composant d'une nef à deux travées, d'un transept saillant et d'un cœur d'une travée, le tout surmonté d'un clocher coiffé d'une flèche aiguë. L'une des particularités de cette chapelle réside dans ses pignons et dans les contreforts épaulant les arêtes, qui sont surmontés de douze lanternons polygonaux couronnés de poivrières (ils rappelleraient les douze apôtres, compagnons du Christ). Elle a subi divers travaux de restauration en 1984.

### Personnalités liées à la commune
- Jean-Luc Voiret : conseiller général du canton de Saint-Martin-en-Bresse, président de la communauté de communes Saône et Bresse.

### Héraldique
|  | Les armes de la commune se blasonnent ainsi : D'or à l'arbre au naturel terrassé de sinople, mantelé d'azur chargé d'une épée d'argent posée en fasce, le pointe vers senestre. |

## Pour approfondir